# Tuskana
Tuskana — imię żeńskie pochodzenia łacińskiego, pierwotnie przydomek utworzony od nazwy etnicznej Tuscus przy pomocy przyrostka -ana  i oznaczające "należąca do Tusków, Etrusków". 
Tuskana imieniny obchodzi 14 lipca, jako wspomnienie św. Tuskany z Werony.
Odpowiedniki w innych językach:
- łacina — Tuscana
- język włoski — Toscana, Tuscana